# Groepstherapie
Groepstherapie is een vorm van psychotherapie waar één of meer psychotherapeuten een kleine groep behandelen. Het kan gaan over verschillende vormen van therapie zoals cognitieve gedragstherapie, of systeemtherapie maar meestal gaat het om de context van de groep waar het groepsproces expliciet wordt gebruikt als een manier om te veranderen door de interpersoonlijke relaties binnen de groep te onderzoeken en ontwikkelen.
Er is ook een brede definitie van groepstherapie. Hieronder vallen ook lotgenotengroepen, traininggroepen voor vaardigheden als mindfulness, ontspanning sociale vaardigheden, agressiebeheersing en psycho-educatie. Ook zijn er non-verbale vormen van groepstherapie zoals muziektherapie, creatieve therapie of danstherapie.

## Geschiedenis
Groepstherapie begon in de Verenigde Staten door Joseph H. Pratt, Trigant Burrow and Paul Schilder in de eerste helft van de 20e eeuw aan de oostkust. In 1932 bood Jacob L. Moreno zijn onderzoek naar groepstherapie aan aan de American Psychiatric Association, en schreef mee aan een boek over het onderwerp. Na de Tweede Wereldoordig ontwikkelden Moreno, Samuel Slavson, Hyman Spotnitz, Irvin Yalom en Lou Ormont het vak verder. De benadering van Yalom heeft sindsdien over de hele wereld invloed gekregen.
In de jaren '40 experimenteerden Carl Rogers en Curt Lewin met de vorm T-groep of trainingsgroep. Een T-groep is een vorm van psychotherapie waar circa 15 deelnemers over zichzelf en kleine groepsprocessen leren door interactie met elkaar. Door middel van van feedback, intervisie en rollenspellen verwerven ze inzicht in elkaar, in de anderen en in groepen.
Na de T-groep zijn er meer vormen bij gekomen. Een zeer gestructureerde vorm van groepstherapie is van de hand van Moreno: psychodrama. Yvonne Azagarian ontwikkelde de Systems-Centered Therapy (SCT), een vorm die zich concentreert op de principes van systeemdynamiek (van groepen). Haar methode van "functional subgrouping" is bijzonder omdat het de communicatie in de groep zo structureert dat de kans kleiner is dat groepsleden contraproductief reageren op verschillen. Een ander belangrijk aspect in SCT zijn de fases van groepsontwikkeling en de verdedigingsmechanismes die bij elke fase horen.
In het Verenigd Koninkrijk ontstond groepstherapie onafhankelijk van die in de Verenigde Staten met de pioniers S. H. Foulkes en Wilfred Bion. Zij gebruikten groepstherapie in de Tweede Wereldoorlog om Shellshock te behandelen. Foulkes en Bion waren psychoanalytici en zij deden een aantal ontdekkingen. Zij zagen dat overdracht niet alleen tussen groepsleden en de therapeut voorkomt maar ook tussen de groepsleden onderling. Verder ontdekten zij dat het onderbewuste ook op groepsniveau aanwezig is, het groepsonderbewuste, wat zich kon uiten in irrationele processen in de therapiesessies.

## Therapeutische principes
Irvin D. Yalom benoemt de volgende therapeutische factoren in de vijfde editie van The Theory and Practice of Group Psychotherapy.
UniversaliteitHet besef onder groepsleden dat ze ervaringen en gevoelens delen en dat dit universele menselijke aspecten kunnen zijn helpt de groepsleden om zich minder geïsoleerd te voelen, erkent hun ervaringen en verhoogt het zelfvertrouwen.
AltruïsmeIn de groep helpen de groepsleden elkaar. De ervaring om anderen te kunnen helpen kan het zelfvertrouwen van de helper vergroten en bijdragen aan betere sociale vaardigheden.
Opwekken van hoopIn een groep met leden die zich in verschillende stadia van verbetering bevinden, kan een groepslid bemoedigd worden door een ander groepslid dat de problemen al heeft overwonnen waar het groepslid mee zit.
Delen van informatieHet delen van informatie is eigenlijk geen psychotherapeutisch proces maar groepsleden laten achteraf vaak weten dat de informatie die ze leerden van hun groepsleden nuttig was. Bijvoorbeeld over hun behandeling of toegang tot ondersteuning.
Correctie van de effecten van het vroege familielevenGroepsleden identificeren vaak onderbewust de therapeut en andere groepsleden met hun eigen ouders en gezinsleden. Dit proces wordt overdracht genoemd. De therapeut helpt om dit proces zichtbaar te maken aan de groepsleden zodat zij onhandige oude patronen kunnen vermijden in hun huidige relaties.
Ontwikkelen van sociale vaardighedenDe groep is idealiter een veilige en ondersteunende omgeving waar groepsleden kunnen experimenteren met nieuw gedrag en ook risico's kunnen nemen.
KopieergedragEen manier om sociale vaardigheden verder te ontwikkelen is door de therapeut en de andere groepsleden te observeren en na te doen. Bijvoorbeeld bij het delen van gevoelens, betrokkenheid tonen en anderen ondersteunen.
CohesieHet vermoeden bestaat dat cohesie de belangrijkste therapeutische factor is. Mensen zijn groepsdieren met een instinctieve behoefte om bij de groep te horen, en persoonlijke ontwikkeling kan alleen in een interpersoonlije omgeving plaatsvinden. Een samenhangende groep is een groep waar alle leden het voelen dat ze erbij horen, geaccepteerd en erkend worden.
Existentiële factorenMet existentiële factoren wordt bedoeld dat groepsleden leren verantwoordelijkheid te nemen voor hun eigen leven en voor de consequenties van hun keuzes.
KatharsisKatharsis is de ervaring die je bevrijdt van emotionele stress door een vrije en onbelemmerde uiting van emoties. Wanneer groepsleden hun verhaal vertellen aan de groep kunnen ze verlichting voelen van gevoelens als schaamte en schuld.
Interpersoonlijk lerenGroepsleden bereiken een hoger niveau van zelfbewustzijn doordat ze met anderen in de groep omgaan en feedback krijgen over de impact van hun gedrag op anderen.
ZelfinzichtDe factor zelfinzicht zorgt voor meer inzicht in het ontstaan van de problemen van een groepslid en de onderbewuste motivatie voor zijn gedrag.

## Onderzoek naar effect
Er is bewijs dat groepstherapie effectief is bij depressie: een meta-analyse over 48 onderzoeken liet een effectgrootte zien van 1,03, wat heel groot is. Een vergelijkbaar onderzoek naar groepstherapie voor volwassenen die in hun jeugd seksueel zijn misbruikt laat een middelmatig tot sterke effectiviteit zien, ook is er goed bewijs voor de effectiviteit bij een posttraumatische stresstoornis bij oorlogsvetaranen.
Er is minder bewijs voor effectiviteit van groepstherapie bij cliënten met een borderline-persoonlijkheidsstoornis, waar enkele onderzoeken kleine tot middelmatige effect laten zien. De auteurs van het onderzoek zeggen dat sommige cliënten in aanvulling op de groepstherapie aanvullende hulp nodig hebben. Dit komt voort uit goede resultaten van Mentalization-Based Treatment (MBT), een model dat groepstherapie combineert met individuele therapie en case management.
Het meeste onderzoek naar de effectiviteit is uitgevoerd met diagnostisch homogene groepen met een vaste einddatum. Een andere succesvolle vorm is groepstherapie zonder vaste einddatum, intensief en voor de lange termijn gaat uit van diverse en heterogene groepsleden.
Groepstherapie is effectiever gebleken dan individuele therapie voor hoogfunctionerende volwassenen. Het meest effectief voor deze groep is de combinatie van individuele en groepstherapie, ook bekend als het multiplicatieve effect.